# The Evpatoria Report
The Evpatoria Report — швейцарская пост-рок-группа, играющая музыку с примесью спейс-рока.
Группа провела турне по Швейцарии, сыграла несколько концертов в Париже, а также сотрудничала с группами Calexico (2004), Mono (2004) и Red Sparowes (2006). Музыка группы создана в стиле инструментального рока и объединяет спокойствие, силу и энергию в одном треке, очаровывает своей мелодичностью и эмоциональностью.

## Участники
- Лоран Квинт (англ. Laurent Quint) — гитара
- Саймон Роберт (англ. Simon Robert) — гитара
- Дэвид Ди Лоренцо (Дило) (англ. David Di Lorenzo) — бас-гитара
- Фабрис Берни (англ. Fabrice Berney) — ударные, глокеншпиль
- Даниэль Бачински (англ. Daniel Bacsinszky) — скрипка, клавишные

## История
Группа была образована в январе 2002 года и названа в честь украинского города Евпатория, в 12 км от которого находится Центр дальней космической связи с расположенным на его территории одним из трёх радиотелескопов проекта РТ-70 (П-2500). В 1999, 2001, 2003, 2008 годах радиотелескоп Евпатории участвовал в проектах радиопосланий внеземным цивилизациям: Cosmic Call 1999, Детское послание, Cosmic Call 2003, AMFE, откуда, судя по всему, появилось словосочетание «доклад Евпатории» (The Evpatoria report).

## Дискография
- The Evpatoria Report (2003, мини-альбом (EP), переиздан в 2008 году)

1. Naptalan
2. Voskhod Project

- Golevka (2005)

1. Prognoz (14:00)
2. Taijin Kyofusho (11:00)
3. Cosmic Call (14:07)
4. C.C.S Logbook (8:34)
5. Optimal Region Selector (9:19)
6. Dipole Experiment (11:35)

- Maar (2008)

1. Eighteen Robins Road (16:53)
2. Dar Now (14:09)
3. Mithridate (10:56)
4. Acheron (19:35)